# Domenico I Contarini
Domenico Contarini (?- Venecia, 1071) fue el trigésimo dogo de Venecia. Su reinado duró desde su elección tras la muerte de Domenico Flabanico en 1043 hasta su propio fallecimiento en 1071. Durante ese periodo, los venecianos recobraron Zadar y partes de Dalmacia que el reino de Croacia les había arrebatado décadas atrás. La flota veneciana se desarrolló fuertemente bajo su mando y la economía de la ciudad disfrutó de bonanza al tiempo que la república extendía su control a lo largo del mar Mediterráneo.

## Orígenes
Los Contarini fueron una de las familias venecianas más antiguas. Los primeros documentos históricamente verificados sobre ellos datan de 960. Con los siglos, la familia se dividió en 20 linajes, siendo Domenico el primer dogo de esta familia.

## Biografía
Después de la captura de Zadar, Venecia gozó de una época de paz. Domenico Contarini mantuvo relaciones amistosas con los emperadores bizantinos, con el papa en Roma y con el Sacro Emperador Germano, Enrique III.
Contarini destacó como constructor de iglesias y de monasterios, como San Nicolò di Lido en Lido de Venecia y Sant'Angelo di Concordia. En 1071, justo antes de su muerte, había acometido la ampliación y restauración de la basílica de San Marcos.
De acuerdo a sus deseos, tras su muerte en 1071 fue enterrado en la iglesia de San Nicolò di Lido. Su tumba se encuentra sobre la entrada principal, rematada por un busto suyo con el "corno", el sombrero distintivo de los dogos. Su hijo, Enrico Contarini, fue obispo de Castello de 1074 a 1108 y el dirigente espiritual de una expedición a la Tierra Santa en 1099-1100 que trajo los restos de san Nicolás de Bari y de san Teodoro el Mártir.